# Hattingen
Hattingen è una città tedesca di 54 061 abitanti, situata nel Land della Renania Settentrionale-Vestfalia.
Appartiene al distretto governativo di Arnsberg e al circondario dell'Ennepe-Ruhr.
Hattingen possiede lo status di "Media città di circondario" (Mittlere kreisangehörige Stadt).
Hattingen si trova sulla riva sud del fiume Ruhr, nel sud della regione della Ruhr.
Le prime testimonianze sulla città risalgono al 1396 quando il duca della regione diede il permesso di costruire il municipio della città. Nel 1554 Hattingen divenne parte della Lega Anseatica, divenendo una base importante per i traffici commerciali della regione. Nel 1720, sul territorio, erano attive 52 miniere di carbone, essendo infatti la regione della Ruhr una zona molto ricca di risorse minerarie. La produzione di ferro cominciò nel diciannovesimo secolo quando aprì la più importante acciaieria del territorio. La produzione terminò solo nel 1987 dopo circa un secolo di storia.
Oggi Hattingen è un centro turistico molto attivo grazie al suo aspetto medievale e ai vari monumenti e musei che la città offre, tra cui il castello di Isenburg a sud della città.

## Geografia fisica
Hattingen è stata fondata su una terrazza del fiume Ruhr e ha un centro storico ben conservato, con le sue numerose case a graticcio. La città centrale è situata ad un'altitudine di 60–306 m sul livello del mare.
Le città vicine ad Hattingen sono le città di Bochum, Essen e Wuppertal, Sprockhövel, Witten (circondario dell'Ennepe-Ruhr) e Velbert (circondario di Mettmann). Il sud è il cosiddetto Elfringhauser Schweiz, una zona ricreativa popolare. Hattingen è divisa nei distretti di Blankenstein, Bredenscheid-Stüter, Hattingen-Mitte, Holthausen, Niederbonsfeld, Niederelfringhausen, Niederwenigern, Oberstüter, Welper e Winz-Baak.

## Storia
Hattingen venne documentata per la prima volta nel 990 con il nome di Reichshof Hatneggen. Si trova fra la regione metallifera Bergish al sud e la regione Hellweg a Nord, dove vengono prodotti tessuti, fattore che favorì il commercio. Nel 1396 il conte Dietrich Von Der Mark fondò l'attuale città di Hattingen, che venne riconosciuta come città anseatica.
Come in tutta la Ruhr, nel XIX e XX secolo è molto importante l'estrazione del carbone. Ci sono molte miniere a Hattingen, già nel 1787 entrò in funzione la ferrovia da Rauendahl ad Hattingen, la prima al mondo per il trasporto del carbone.
Per più di cento anni la fabbrica Henrichshutte fu il più importante datore di lavoro ad Hattingen (per parecchio tempo 10.000 lavoratori). L'azienda ha così contribuito alla creazione di nuovi siti abitativi (Huttenau, Musendrei) e allargando la città la fabbrica fondata nel 1853 da heinrich Stolberg-Wernigerode era uno dei più grandi produttori di acciaio della regione. Venne scelto questo sito che prima era prevalentemente agricolo perché si scoprì del minerale ferroso nella zona dell'attuale quartiere Welper. Questa scoperta cambiò la storia e il nome della strada Musendrei ricorda come tutto nacque dal ferro.
Dal 1949 c'è un'importante scuola federale del più grande sindacato tedesco, il DGB, che oggi è un centro di studi.
Nel 1987 con il declino dell'industria pesante e del carbone chiuse anche l'ulivo altoforno Henrichshutte. Ma comunque Hattingen si è adeguata meglio di altre città ai cambiamenti strutturali. Attualmente ha un tasso di disoccupazione del 7,7%.
Molte fabbriche Heinrichshutte sono state demolite. Tutto il sito industriale oggi è un museo del lavoro del paesaggio, ed è uno dei sette musei industriali della regione Westfalia.

## Cultura e luoghi di interesse

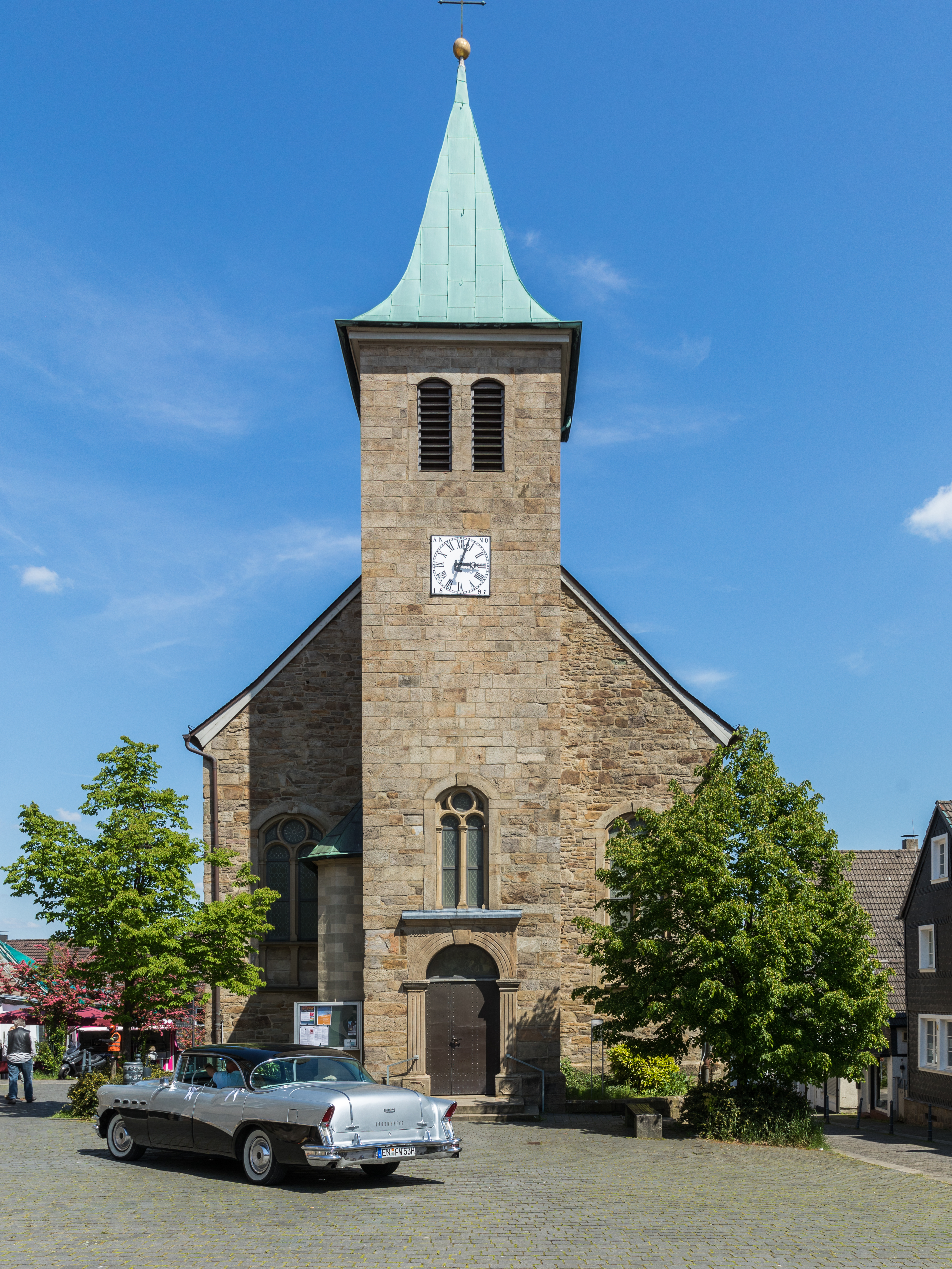
La Chiesa di San Giovanni Battista.

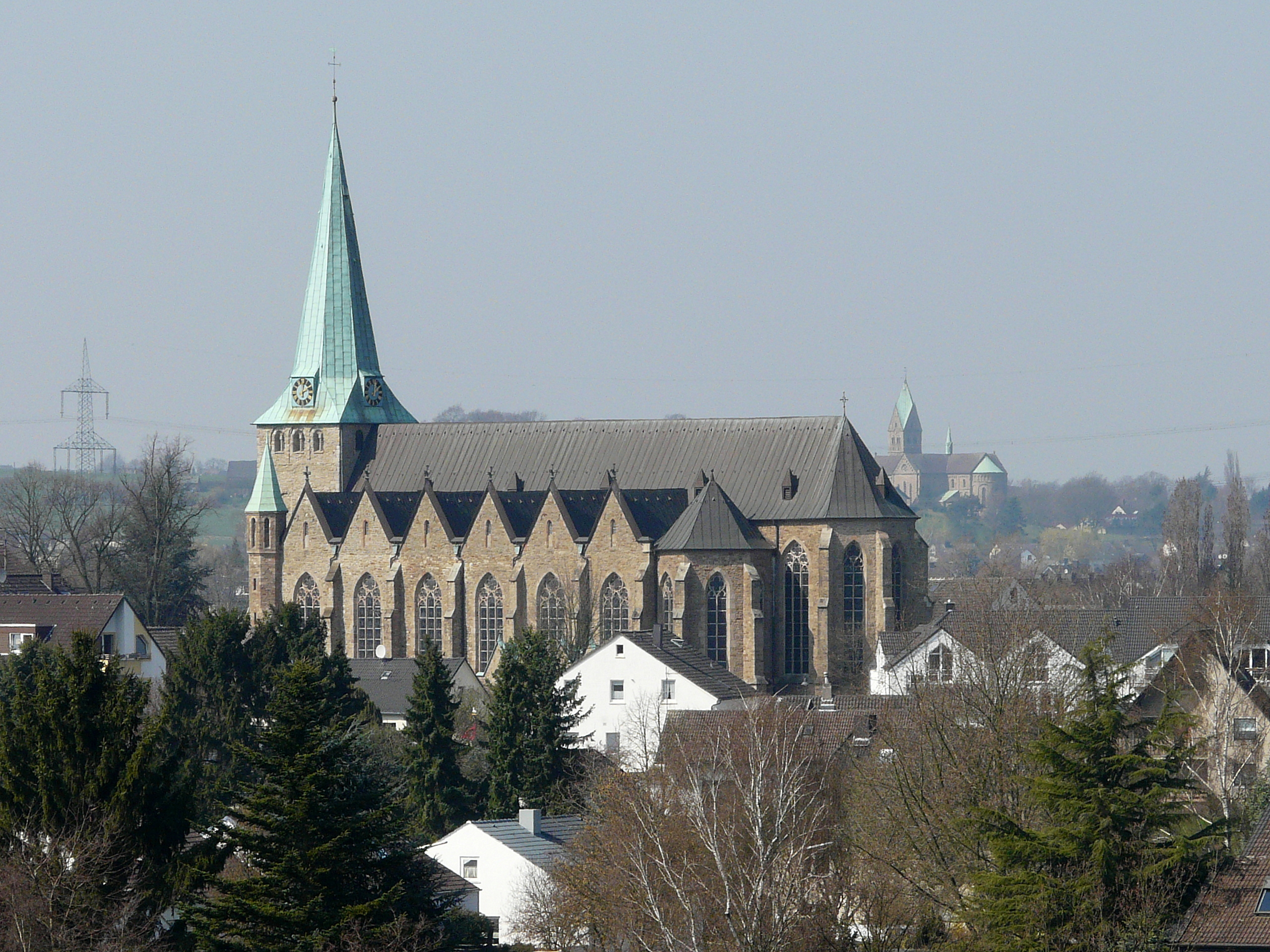
La chiesa di San Maurizio.

Con le sue quasi 150 case a traliccio medievali, la città vecchia di Hattingen è una meta da gita molto amata. Esse sono espressione di una precisa volontà dei cittadini che negli anni 60 si sono espressi contro un piano regolatore modernizzante e a favore di un mantenimento degli edifici esistenti. La zona pedonale, completamente libera dal traffico, è stata una delle prime ideate in Germania. Oggi il nucleo cittadino si presenta molto affascinante e particolarmente animato. Le case sono immobili di grande valore e molto ambite. Gli edifici storici della città più conosciuti sono la chiesa di Sankt Georg, il Municipio Vecchio, il campanile, la cosiddetta (a causa della sua forma peculiare) casa a ferro da stiro risalente al XVII secolo ed il suo museo (MiBEH) dell'associazione locale Hattingen/Ruhr. Dal 1771 al 1856 hanno vissuto in questo edificio artigiani che producevano tessuti sui loro telai. Beccatelli e travi con volute e intagli caratterizzano l'aspetto della facciata. Dinnanzi all'edificio una pietra commemorativa ricorda l'ultima proprietaria di religione ebraica dell'edificio, Selma Abraham nata Cahn.
Nel centro storico ci sono molte birrerie e trattorie. Una volta all'anno si svolge in città d'estate una sagra cittadina con musica dal vivo e molte bancarelle che richiama in città molti visitatori ed ex abitanti di Hattingen. Sempre d'estate ha luogo nel piazzale della chiesa di Sankt Georg l'antico mercato cittadino durante il quale i ristoranti di Hattingen offrono le loro specialità mentre viene suonata musica dal vivo.

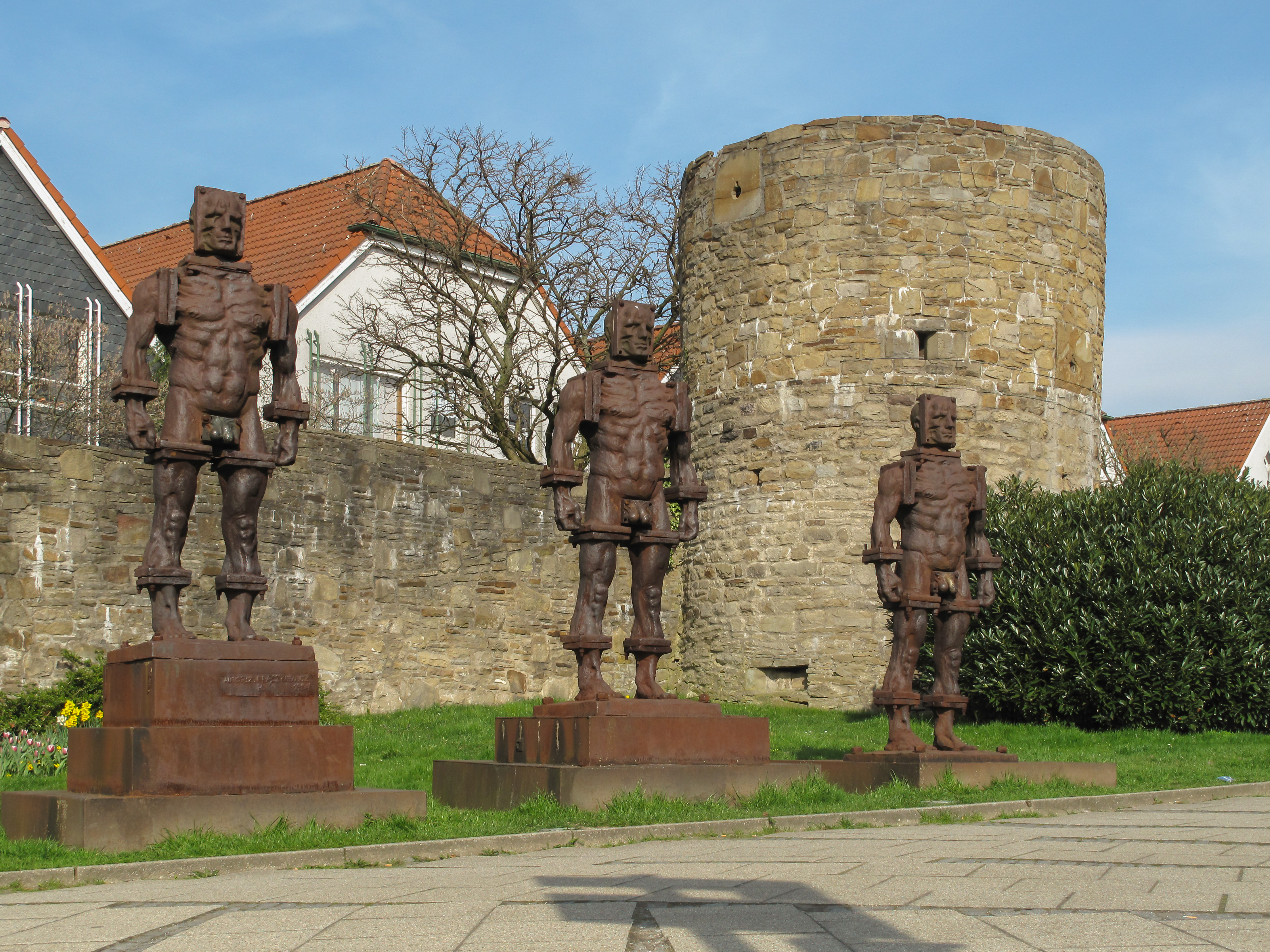
Statue di ferro

Vicino alla stazione degli autobus, per le antiche mura della città, gli uomini di ferro creati da Zbigniew Frączkiewicz fanno da guardiano all'ingresso della città. Piuttosto discreto è anche l'Horkenstein.
A causa dei suoi molti spazi verdi, Hattingen è una zona ricreativa per molti residenti della Ruhr. Soprattutto la valle della Ruhr attira migliaia di ciclisti e pedoni per le ottime condizioni meteo.

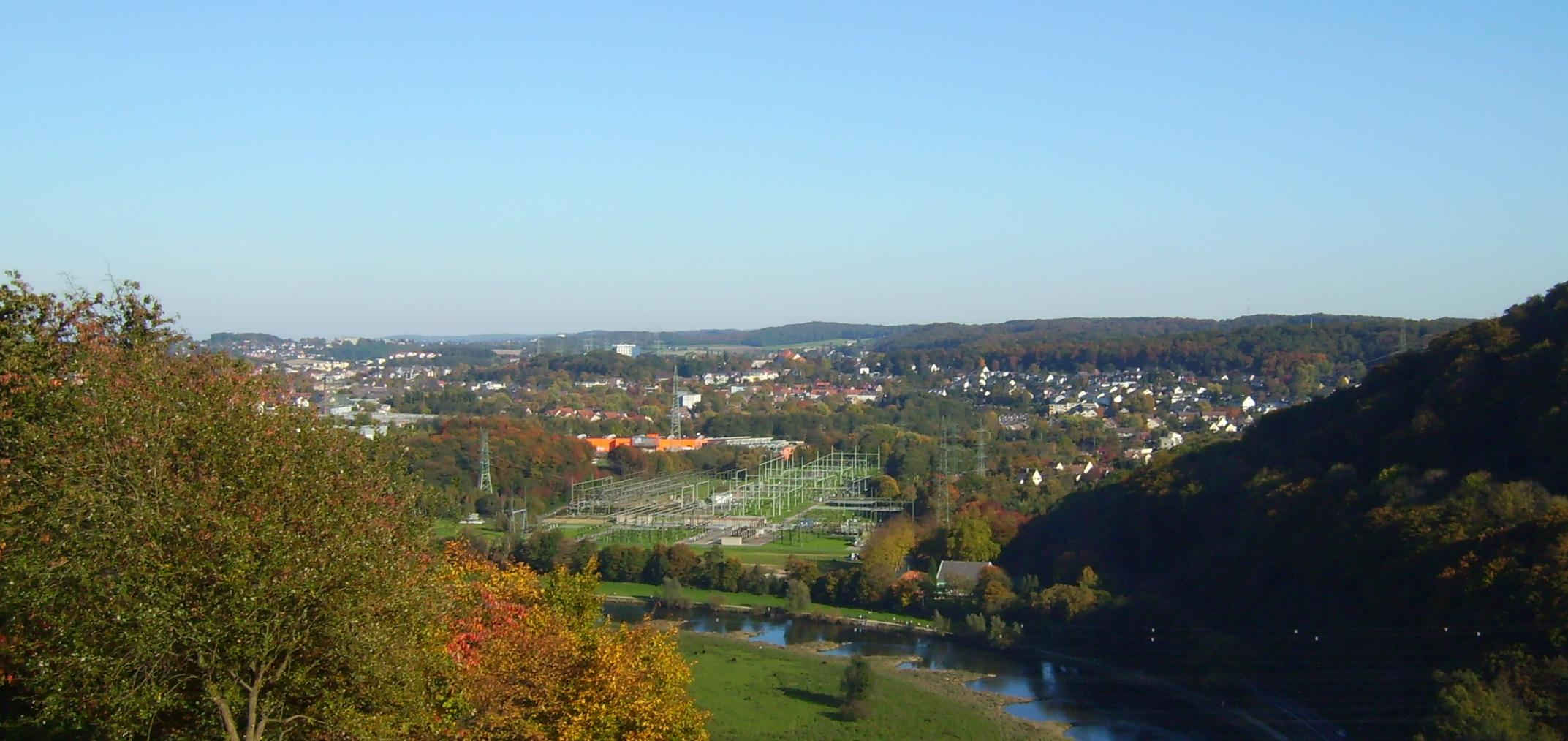
Hattingen da Isenburg con in primo piano la Ruhr

Tra Hattingen, Bochum e Witten è il Kemnade che offre numerosi sport acquatici. È possibile pedalare sulla pista ciclabile della Ruhr Ruhraufwärts fino nel Sauerland. Lungo il sentiero, il fiume Ruhr passa accanto a Baldeneysee di Essen a Duisburg sul Reno. In alcuni luoghi si ottiene la vecchia alzaia. Lo storico RurtalBahn (funzionamento a vapore) dispone anche di 3 punti di interruzione a Hattingen.
Nella Valle della Ruhr si trovano il borgo di Blankenstein, Isenburg e l'Haus Kemnade. Questa, situata nell'area urbana di Hattingen, presenta la Collezione di strumenti musicali Hans e Hede Grumbt, che comprende circa 1800 strumenti e orologi meccanici. Sempre dalle stesse parti, nell'immediata vicinanza del Castello, si trova il Museo-fattoria. Sulla rotta ferroviaria dei monti della Ruhr è situata invece la Torre Bismarck di Hattingen, mentre a Blankestein si può visitare il museo cittadino.
Con tre itinerari turistici e 50.000 metri quadrati di ampio giardino, anche l'Henrichschutte fa parte del Museo Industriale della Vestfalia ed è una delle attrazioni cittadine. Nel 2005 la città ha deciso di stabilire l'archivio degli aforismi tedeschi nel Museo Civico.